# Chris Henderson (musiker)
Chris Henderson, Chris Lee Henderson, född 30 april 1971. Gitarrist i det amerikanska rockbandet 3 Doors Down.